# St. Anna (Dieskau)

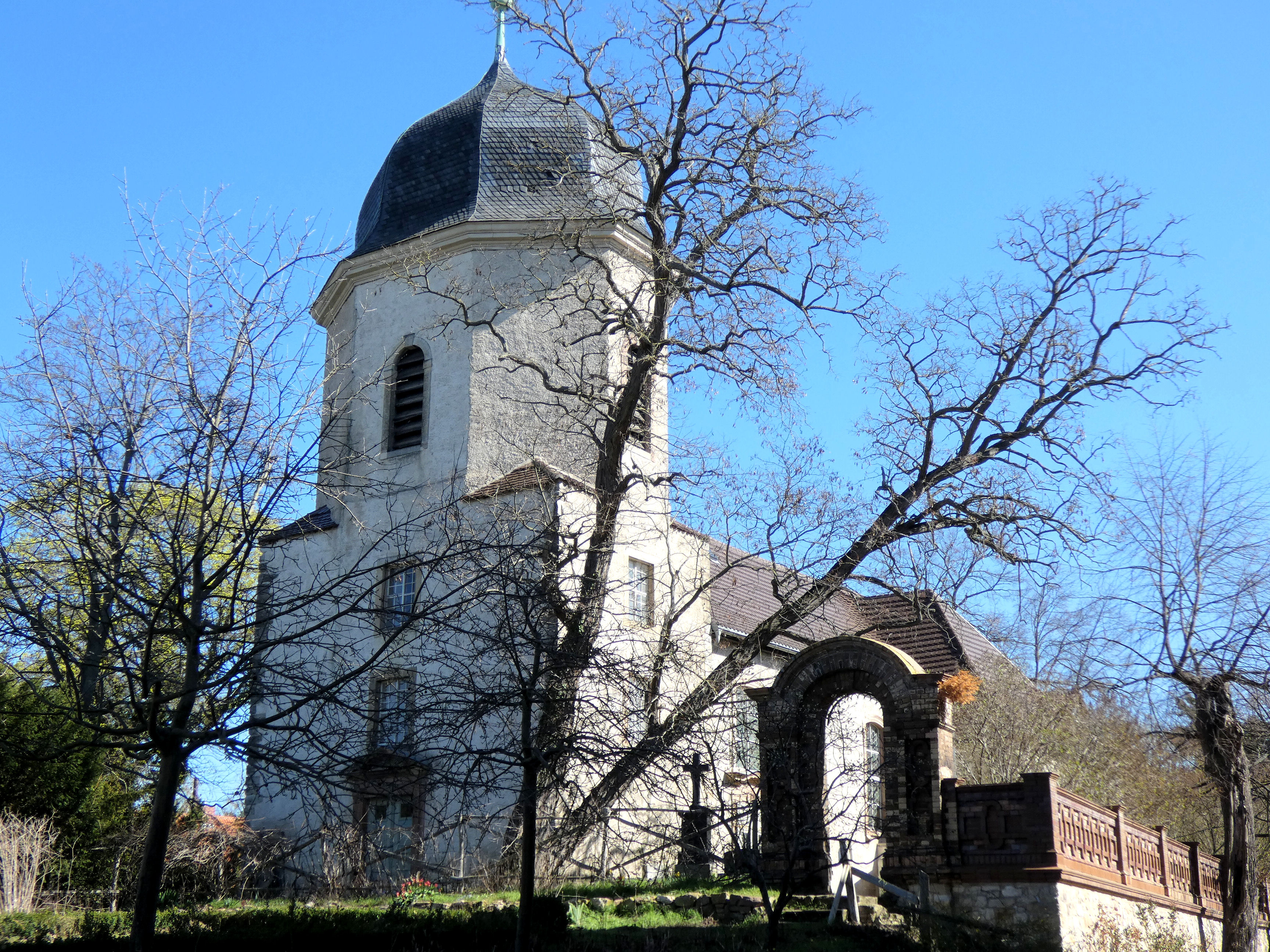
Sankt-Anna-Kirche in Dieskau

Die Sankt-Anna-Kirche ist die evangelische Kirche des zur Gemeinde Kabelsketal gehörenden Dorfes Dieskau in Sachsen-Anhalt. Sie gehört zum Pfarrbereich Dieskau im Kirchenkreis Halle-Saalkreis der Evangelischen Kirche in Mitteldeutschland.

## Geschichte und Architektur

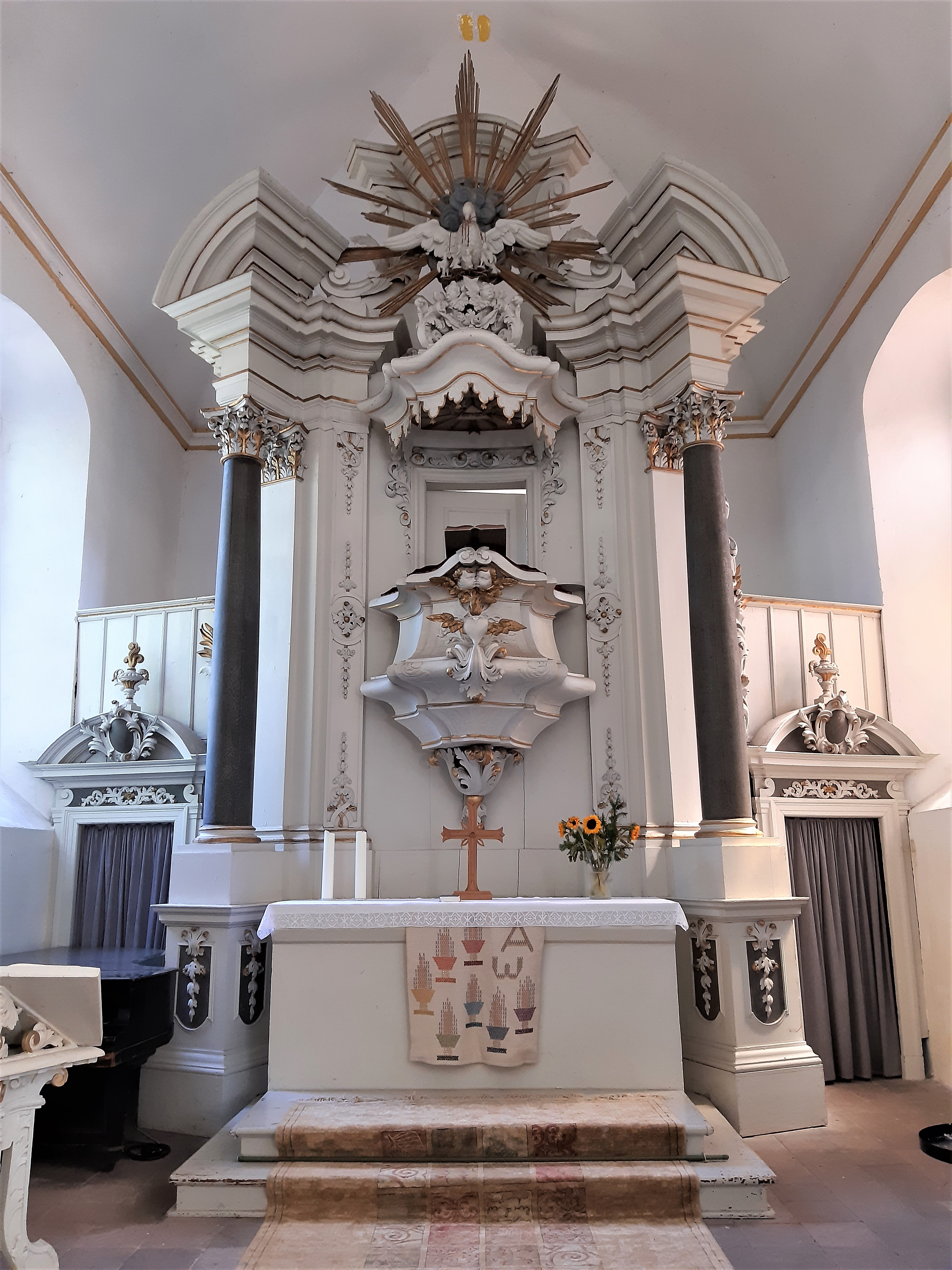
Kanzelaltar

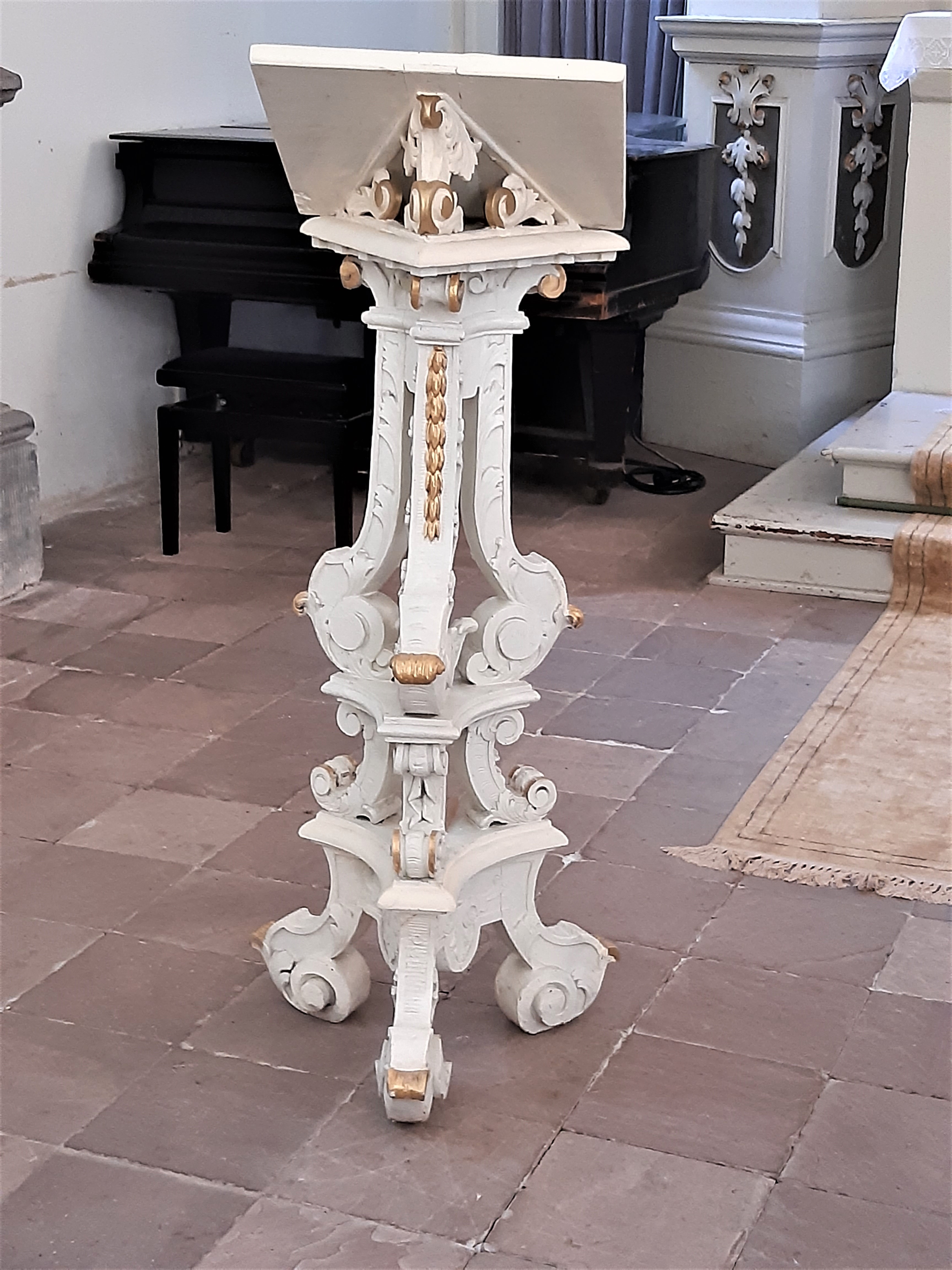
Lesepult

Die Kirche entstand 1728 als Saalkirche unmittelbar nördlich vom Schloss Dieskau. Westlich des Schiffs der im Stil des Barock errichteten Kirche steht auf querrechteckigem Grundriss der Kirchturm. Im oberen Teil geht der Turm in eine achteckige Form über und wird schließlich mit einer Haube abgeschlossen. Diese musste nach einem Brand im Jahr 1932 erneuert werden. Südlich des Schiffs befindet sich eine Patronatsloge und die Hoffmannsche Grabkapelle aus der Zeit der zweiten Hälfte des 18. Jahrhunderts.
Das Kircheninnere wird von einer verputzten hölzernen Tonnendecke überwölbt. Der Kanzelaltar mit geschweiftem, von korinthischen Säulen flankierten Kanzelkorb stammt aus der Zeit um 1730. Über dem Schalldeckel befindet sich eine Pelikanfigur unter einer Strahlenglorie. Bemerkenswert ist auch ein Lesepult sowie ein Taufgestell mit reichem Schnitzwerk. Das Orgelprospekt stammt aus der Zeit zwischen 1750 und 1775.
Der Zugang vom Schiff zur Grabkapelle führt durch einen Rundbogen, der von hölzernen toskanischen Säulen flankiert wird. Die Kapelle selbst wird durch eine Tambourkuppel bekrönt. Auffallend in der Kapelle ist eine illusionistische Architekturmalerei, so werden an den Wänden Pilaster und in der Kuppel Kassetten dargestellt. In der Kapelle befindet sich ein aus Marmor geschaffenes Grabmal für die 1770 verstorbene Johanna Theresia Augusta von Hoffmann, Ehefrau des Kanzlers der Universität Halle, Carl Christoph von Hoffmann. Das Grabmal wurde vermutlich von Friedrich Samuel Schlegel nach einem Entwurf von Adam Friedrich Oeser geschaffen und gilt als ein Hauptwerk des Leipziger Frühklassizismus. Es zeigt eine an einem Urnenpfeiler lehnende Trauernde und davor zwei weinende Putten.
Ein Epitaph für den 1721 verstorbenen Carl von Dieskau steht an der Nordwand. Es ist ebenfalls aus Marmor gearbeitet und verfügt über eine Inschriftentafel, die von einem als Ahnenprobe dienenden Wappenrahmen umgeben ist.
Eine vermutlich in Erfurt entstandene Schnitzfigur der Anna selbdritt wird auf die Zeit um 1520 datiert. Ihr rechter eigentlich das Jesuskind haltende Arm ist mitsamt der Kinderfigur abgebrochen.
Das die Auferstehung Christi darstellende farbige Glasfenster wurde 1947 von der Glasmalereianstalt Ferdinand Müller geschaffen.
Von 1892 bis 1927 war der Theologe Robert Pasche Pfarrer an der Kirche.
Außen an der Kirche ist ein um 1760 geschaffenes Epitaph für Christian Friedrich Hübner und seine Ehefrau zu sehen. Der die Kirche umgebende Friedhof weist diverse Grabmäler barocker bzw. klassizistischer Ausgestaltung auf.

## Orgel

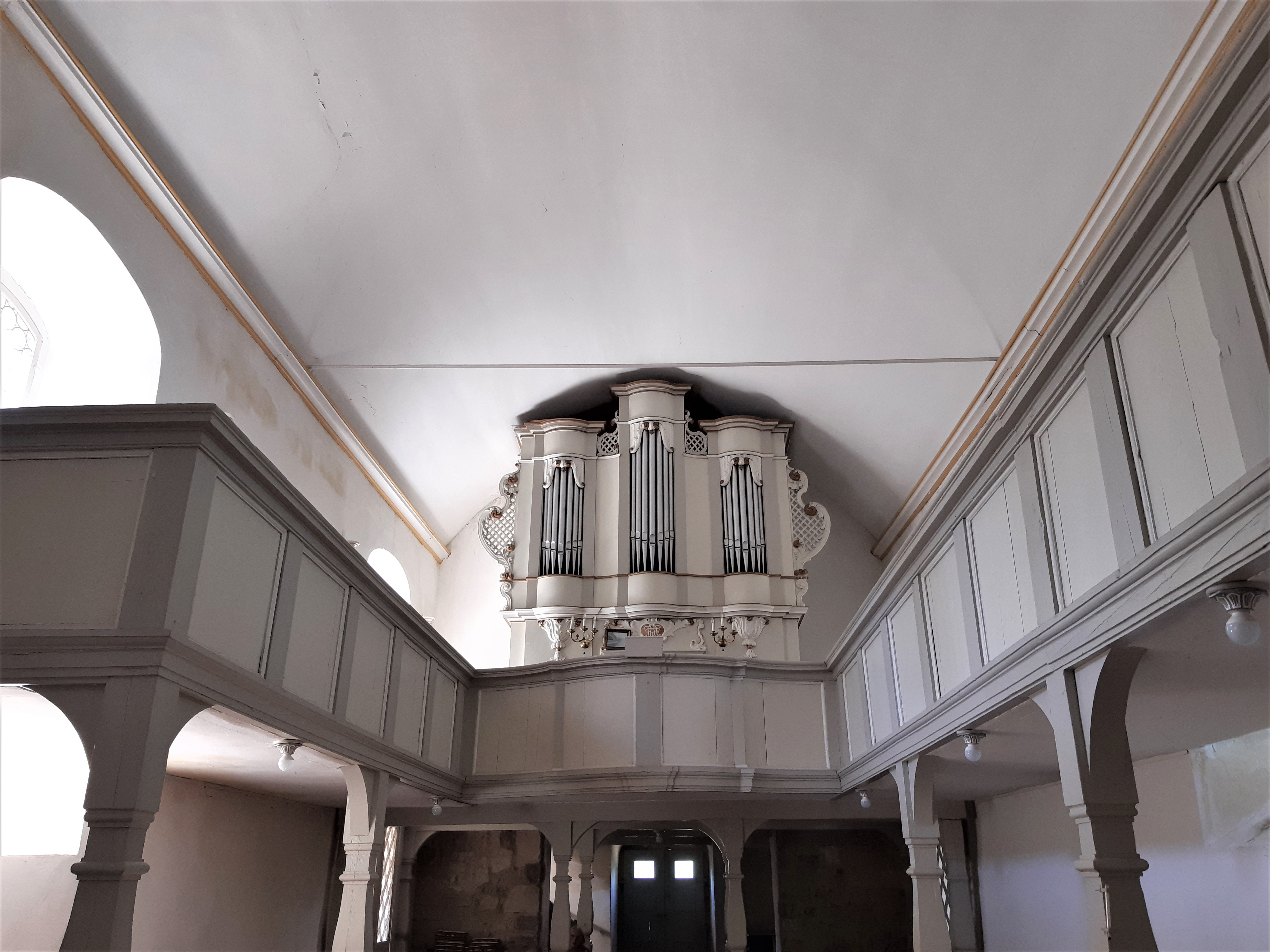
Empore mit Orgelprospekt

Die Orgel wurde 1916 von dem Orgelbaufirma E. F. Walcker & Cie. (Ludwigsburg)  erbaut. Das Taschenladen-Instrument hat 15 Register auf zwei Manualen und Pedal. Die Trakturen sind pneumatisch.
| I Hauptwerk C–a3 |              |    |
| 1.               | Principal    | 8′ |
| 2.               | Gedackt      | 8′ |
| 3.               | Konzertflöte | 8′ |
| 4.               | Gemshorn     | 8′ |
| 5.               | Flöte        | 4′ |
| 6.               | Fugara       | 4′ |

| II Nebenwerk C–a3 |                    |    |
| 7.                | Quintatoen         | 8′ |
| 8.                | Vox céleste        | 8′ |
| 9.                | Viola              | 8′ |
| 10.               | Harmonica aetheria | 4′ |
| 11.               | Rohrflöte          | 4′ |
| 12.               | Violine            | 4′ |
| 13.               | Bachflöte          | 2′ |
| 14.               | Solotrompete       | 8′ |

| Pedal C–f1 |        |     |
| 15.        | Subbaß | 16′ |

- Koppeln: II/I, I/P, II/P, sowie Sub- und Superoktavkoppeln, Melodiekoppel und Basskoppeln (Manualwerke)

## Glocken
Von den einstigen drei Glocken d′ – f′ – a′ ist heute noch eine Glocke, die Mittlere, erhalten. Sie wurde 1931 von der Gießerei Ulrich in der Niederlassung Kempten gefertigt. Das Instrument läutet heute per Hand an einem gekröpften Stahljoch.